# Garancsi-tó
Garancsi-tó är en sjö i Ungern.   Den ligger i provinsen Pest, i den nordvästra delen av landet, 22 km nordväst om huvudstaden Budapest. Garancsi-tó ligger 240 meter över havet.